# Cláudia Missura
Cláudia Missura (São José do Rio Pardo, 18 de janeiro de 1973) é uma atriz e diretora de teatro brasileira.

## Biografia

### Primeiros anos e início da carreira
Cláudia nasceu no interior do estado de São Paulo, no município de São José do Rio Pardo. Desde pequena, Cláudia era fascinada pela atuação, improvisava e ensaiava textos e interpretações para amigos e familiares. Aos 19 anos, mudou-se para a capital paulista para dar início aos seus estudos na Escola de Arte Dramática da Universidade de São Paulo (Turma 44). Assim, deu início a sua vida profissional, sobretudo em teatro.
Nos palcos, deu vida a inúmeros personagens. Cláudia sempre gostou da versatilidade, refletida em seus personagens tão diversos. No teatro Cláudia trabalhou com Renata Melo, nos espetáculos Domésticas, onde foi muito elogiada pelo seu desempenho, Passatempo e Turistas e Refugiados. Também teve experiências atuando ao lado de vários outros artistas, como Antônio Abujamra em Exorbitâncias; José Rubens Siqueira em Tartufo; Elias Andreatto e Celso Frateschi em Áulis – Ifigênia em Áulis; Sandra Peres e Paulo Tatit no projeto O Som é Assim – Música para Crianças e com Marcelo Romagnoli em Paixões da Alma.
No cinema atuou em Domésticas, de 2001, e, posteriormente em O Príncipe (2002) e Cristina Quer Casar (2003). Iniciou sua carreira profissional em teledramaturgia em 1995 na Rede Bandeirantes atuando na novela A Idade da Loba.
Em 2006, foi convidada pelo ator Paulo Autran para participar do espetáculo O Avarento, uma peça teatral de autoria de Jean-Baptiste Poquelin (Molière). Paulo viu Claudia atuando no espetáculo Domésticas e a convidou para o projeto.

### 2008 — 2011: estreia em telenovelas e reconhecimento no teatro
Em 2008, Cláudia teve seu primeiro papel em uma telenovela da Rede Globo, A Favorita. Nesse ano, deu vida à espirituosa Fafá, irmã do vilão Dodi, interpretado pelo ator Murilo Benício. Na trama, sua personagem sonhava em ser cantora, porém lhe faltava o talento. Sua personagem tinha uma relação amorosa com Silveirinha, vivido pelo ator Ary Fontoura.
Participou, também, dos seriados Casos e Acasos (2008) e A Grande Família (2009), ambos na Rede Globo, e Mothern (2008), no canal de televisão a cabo GNT. Em 2009 realiza uma pequena aparição na série Som & Fúria, interpretando uma assessora do ministro da cultura.
Em 2009 participou do longa-metragem O Menino da Porteira, de Jeremias Moreira Filho, e entrou em cartaz com as peças A Comédia dos Erros e O Menino Tereza. Esta última rendeu à atriz, bem como à compositora Tata Fernandes e ao dramaturgo Marcelo Romagnoli, um prêmio da Associação Paulista de Críticos de Arte (APCA) e o Prêmio Femsa de Teatro Infantil e Jovem.
Em 2010, voltou às telenovelas, em Tempos Modernos, às 19h na Rede Globo. No enredo, Cláudia era a médica ginecologista Dra. Lavínia, uma mulher rica e dona de uma clínica de ginecologia. Para sua personagem, Cláudia realizou laboratória em clínicas no Rio de Janeiro. Atuou na peça Sem Medida (2011), de Wagner Silvestrin, dirigida por Victor Garcia Peralta e que contava no elenco com Flávia Guedes e Renato Scarpin.
Com Meu Amigo, Charlie Brown, ganhou também o prêmio FEMSA em 2010, por Melhor Atriz Coadjuvante.

### 2012 — presente: Avenida Brasil e trabalhos recentes
Em 2012, esteve presente no elenco de Avenida Brasil, novela das 21h da Rede Globo, escrita por João Emanuel Carneiro. Na trama, ela interpretou Janaína, empregada doméstica da mansão onde se concentra o enredo da central da novela. Sua personagem despertou a atenção do público pelo drama, com seu filho Lúcio (Emiliano D'Avila) que a enganava, e pela veia cômica ao lado de sua colega de trabalho Zezé, vivida por Cacau Protásio. Sua atuação lhe rendeu uma indicação de melhor atriz coadjuvante no Prêmio Quem de Televisão.
Em setembro de 2013, volta às telinhas na telenovela das 18h Joia Rara com a personagem Conceição, proprietária de uma pensão onde se concentra inúmeros personagens da trama.
Atuou de 2015 a 2018 no seriado Mister Brau, protagonizado por Taís Araújo e Lázaro Ramos, onde interpretou a governanta Catarina. Ainda em 2015, esteve presente no elenco do humorístico Acredita na Peruca, no Multishow.
Em 2019, realizou uma participação segunda temporada da série Samantha!, uma produção brasileira para a Netflix. Também em 2019, esteve no cinema com o longa Hebe: A Estrela do Brasil, que conta a história de Hebe Camargo, um ícone da televisão brasileira. No filme, deu vida à atriz Nair Bello, uma das melhores amigas de Hebe, junto com Lolita Rodrigues. O filme, mais tarde, foi transformado em série e disponibilizado na plataforma de streaming da Rede Globo, Globoplay.

## Filmografia

### Televisão
| Ano     | Título                    | Papel                              | Notas                                           |
| ------- | ------------------------- | ---------------------------------- | ----------------------------------------------- |
| 1995    | A Idade da Loba           | Calú Proença                       |                                                 |
| 2004    | A Diarista                | Ivete                              | Episódio: Num Piscar de Olhos                   |
| 2004    | Fazendo História          | Vários personagens                 |                                                 |
| 2005    | A Diarista                | Floriana                           | Episódio: Aquele do Quartel                     |
| 2008    | Mothern                   | Fernanda                           | Episódio: "Dia Das Mães"                        |
| 2008    | Casos&Acasos              | Janete                             | Episódio: O Encontro, o Homem Ideal e a Estréia |
| 2008    | Casos&Acasos              | Celeste                            | Episódio: O Colchão, a Mala e a Balada          |
| 2008–09 | A Favorita                | Maria de Fátima Gentil (Fafá)      |                                                 |
| 2009    | A Grande Família          | Maria Cláudia                      | Episódio: "A Noite dos Namorados"               |
| 2009    | Som & Fúria               | Assessora do ministro da cultura   | Episódio: "8" Episódio: "9" Episódio: "12       |
| 2010    | Tempos Modernos           | Lavínnia Palumbo                   |                                                 |
| 2012    | Avenida Brasil            | Janaína                            |                                                 |
| 2013–14 | Joia Rara                 | Dona Conceição                     |                                                 |
| 2015    | Acredita na Peruca        | Maria Sílvia Medeiros de Alcântara |                                                 |
| 2015–18 | Mister Brau               | Catarina                           |                                                 |
| 2016    | De Perto Ninguém é Normal | Vários personagens                 |                                                 |
| 2019    | Samantha!                 | Drª Bárbara Basso                  | Temporada 2                                     |
| 2019    | Hebe                      | Nair Bello                         |                                                 |
| 2021–22 | Um Lugar ao Sol           | Lucília Martins                    |                                                 |
| 2023    | Sala dos Professores      | Teresa                             |                                                 |
| 2024    | Sutura                    | Bárbara                            |                                                 |
| 2024    | Turma da Mônica: Origens  | Madame Creusodete (Crêu)           | Episódio: "Quem Quer Ser Um Limonário?"         |
| 2024–25 | Volta por Cima            | Tereza Rabello                     |                                                 |

### Cinema
| Ano  | Título                                          | Personagem                            |
| ---- | ----------------------------------------------- | ------------------------------------- |
| 2001 | Domésticas                                      | Raimunda                              |
| 2002 | O Príncipe                                      | funcionária da clínica                |
| 2003 | Cristina Quer Casar                             |                                       |
| 2009 | O Menino da Porteira                            | Carolina                              |
| 2014 | Os Homens São de Marte... E É Pra Lá que Eu Vou | Manicure que atende Fernanda no salão |
| 2016 | De Onde Eu Te Vejo                              | Natália                               |
| 2018 | Querida Mamãe                                   | Leda Amarante                         |
| 2019 | Hebe: A Estrela do Brasil                       | Nair Bello                            |
| 2023 | Pérola                                          | Tia Norma                             |

## Teatro
- 2006 - O Avarento
- 2007 - Felizardo
- 2009 - O Menino Tereza
- 2009 - A Comédia dos Erros
- 2011 - Sem Medida

## Prêmios e Indicações
| Ano  | Premiação                               | Categoria                      | Nomeação                        | Resultado | Ref.  |
| ---- | --------------------------------------- | ------------------------------ | ------------------------------- | --------- | ----- |
| 2001 | Festival de Cinema de Recife            | Melhor atriz coadjuvante       | Domésticas                      | Venceu    |       |
| 2001 | Cine Ceará                              | Melhor Atriz                   | Domésticas                      | Venceu    |       |
| 2009 | Troféu APCA                             | Melhor atriz                   | O Menino Tereza                 | Venceu    |       |
| 2009 | Prêmio Femsa de Teatro Infantil e Jovem | Melhor atriz                   | O Menino Tereza                 | Venceu    |       |
| 2013 | Prêmio Quem de Televisão                | Melhor atriz coadjuvante       | Avenida Brasil                  | Indicada  | [ 7 ] |
| 2021 | Festival do Rio                         | Melhor Atriz Coadjuvante       | O Melhor Lugar do Mundo é Agora | Indicada  |       |
| 2022 | Prêmio Bibi Ferreira                    | Melhor Atriz em Peça de Teatro | Benditas Mulheres               | Pendente  |       |